# Claudia Giordani
Claudia Giordani (ur. 27 października 1955 w Mediolanie) – włoska narciarka alpejska, srebrna medalistka mistrzostw świata i igrzysk olimpijskich.

## Kariera
Pierwszy sukces w karierze Claudia Giordani osiągnęła w 1970 roku, kiedy została juniorską mistrzynią Włoch. W 1973 roku zdobyła złoty medal w gigancie oraz brązowy w slalomie podczas mistrzostw Europy juniorów w Sankt Moritz. W zawodach Pucharu Świata zadebiutowała w 1970 roku, jednak pierwsze punkty wywalczyła 10 lutego 1973 roku w Sankt Moritz, zajmując piąte miejsce w slalomie. Nieco ponad miesiąc później, 15 marca 1973 roku w Naeba, po raz pierwszy stanęła na podium, zajmując drugie miejsce w gigancie. W zawodach tych wyprzedziła ją jedynie Marilyn Cochran z USA. Najlepsze wyniki osiągnęła w sezonie 1976/1977, kiedy to zajęła ósme miejsce w klasyfikacji generalnej, a w klasyfikacji slalomu była trzecia. Łącznie siedemnaście razy stanęła na podium zawodów tego cyklu, odnosząc przy tym trzy zwycięstwa: 9 stycznia 1974 roku w Les Gets wygrała giganta, a 1 lutego 1977 roku w Mariborze oraz 11 marca 1980 roku w Saalbach-Hinterglemm była najlepsza w slalomach.
Największy sukces osiągnęła jednak podczas igrzysk olimpijskich w Innsbrucku w 1976 roku, gdzie zdobyła srebrny medal w slalomie. Po pierwszym przejeździe Włoszka zajmowała czwarte miejsce, tracąc do prowadzącej Pameli Behr z RFN 0,19 sekundy. W drugim przejeździe uzyskała drugi czas, co dało jej ostatecznie drugi łączny wynik. Na podium rozdzieliła Rosi Mittermaier z RFN oraz Hanni Wenzel z Liechtensteinu. Na tych samych igrzyskach zajęła także trzynaste miejsce w gigancie. Na rozgrywanych cztery lata później igrzyskach olimpijskich w Lake Placid Giordani była piąta w slalomie i dziesiąta w gigancie. Zajęła również między innymi piąte miejsce w slalomie na mistrzostwach świata w Sankt Moritz w 1974 roku i ósme w tej konkurencji na mistrzostwach świata w Garmisch-Partenkirchen w 1978 roku. Włoszka zdobyła także czternaście tytułów mistrzyni kraju: w slalomie w latach 1973, 1976, 1977, 1978 i 1979, gigancie w latach 1973, 1974, 1976, 1978, 1979 i 1980, zjeździe w 1974 roku oraz kombinacji w latach 1973 i 1976.

## Osiągnięcia

### Igrzyska olimpijskie
| Miejsce | Dzień     | Rok  | Miejscowość | Konkurencja | Czas biegu  | Strata  | Zwyciężczyni     |
| ------- | --------- | ---- | ----------- | ----------- | ----------- | ------- | ---------------- |
| 2.      | 11 lutego | 1976 | Innsbruck   | Slalom      | 1:30,54 min | +0,33 s | Rosi Mittermaier |
| 13.     | 13 lutego | 1976 | Innsbruck   | Gigant      | 1:29,13 min | +2,31 s | Kathy Kreiner    |
| 10.     | 21 lutego | 1980 | Lake Placid | Gigant      | 2:41,66 min | +4,51 s | Hanni Wenzel     |
| 5.      | 23 lutego | 1980 | Lake Placid | Slalom      | 1:25,09 min | +4,03 s | Hanni Wenzel     |

### Mistrzostwa świata
| Miejsce | Dzień     | Rok  | Miejscowość            | Konkurencja | Czas biegu  | Strata  | Zwyciężczyni          |
| ------- | --------- | ---- | ---------------------- | ----------- | ----------- | ------- | --------------------- |
| DNF     | 3 lutego  | 1974 | Sankt Moritz           | Gigant      | 1:43,18 min | -       | Fabienne Serrat       |
| DNF     | 7 lutego  | 1974 | Sankt Moritz           | Zjazd       | 1:50,84 min | -       | Annemarie Moser-Pröll |
| 5.      | 8 lutego  | 1974 | Sankt Moritz           | Slalom      | 1:34,63 min | +1,56 s | Hanni Wenzel          |
| 2.      | 11 lutego | 1976 | Innsbruck              | Slalom      | 1:30,54 min | +0,33 s | Rosi Mittermaier      |
| 13.     | 13 lutego | 1976 | Innsbruck              | Gigant      | 1:29,13 min | +2,31 s | Kathy Kreiner         |
| 8.      | 3 lutego  | 1978 | Garmisch-Partenkirchen | Slalom      | 1:24,85 min | +2,02 s | Lea Sölkner           |
| 16.     | 4 lutego  | 1978 | Garmisch-Partenkirchen | Gigant      | 2:41,15 min | ?       | Maria Epple           |
| 10.     | 21 lutego | 1980 | Lake Placid            | Gigant      | 2:41,66 min | +4,51 s | Hanni Wenzel          |
| 5.      | 23 lutego | 1980 | Lake Placid            | Slalom      | 1:25,09 min | +4,03 s | Hanni Wenzel          |

### Puchar Świata

#### Miejsca w klasyfikacji generalnej
- sezon 1972/1973: 22.
- sezon 1973/1974: 13.
- sezon 1974/1975: 18.
- sezon 1975/1976: 11.
- sezon 1976/1977: 8.
- sezon 1977/1978: 37.
- sezon 1978/1979: 10.
- sezon 1979/1980: 8.
- sezon 1980/1981: 21.

#### Miejsca na podium
1. Naeba – 15 marca 1973 (gigant) – 2. miejsce
2. Les Gets – 9 stycznia 1974 (gigant) – 1. miejsce
3. Val Gardena – 22 marca 1975 (slalom równoległy) – 2. miejsce
4. Aprica – 11 grudnia 1975 (slalom) – 3. miejsce
5. Bad Gastein – 22 stycznia 1976 (slalom) – 2. miejsce
6. Cortina d’Ampezzo – 16 grudnia 1976 (slalom) – 3. miejsce
7. Maribor – 1 lutego 1977 (slalom) – 1. miejsce
8. Furano – 26 lutego 1977 (slalom) – 3. miejsce
9. Sun Valley – 5 marca 1977 (slalom) – 2. miejsce
10. Piancavallo – 10 grudnia 1978 (slalom) – 3. miejsce
11. Meiringen – 19 stycznia 1979 (slalom) – 2. miejsce
12. Schruns – 23 stycznia 1979 (slalom) – 2. miejsce
13. Piancavallo – 15 grudnia 1979 (slalom) – 3. miejsce
14. Berchtesgaden – 9 stycznia 1980 (slalom) – 2. miejsce
15. Berchtesgaden – 10 stycznia 1980 (gigant) – 3. miejsce
16. Saalbach-Hinterglemm – 11 marca 1980 (slalom) – 1. miejsce
17. Schruns – 13 stycznia 1981 (slalom) – 2. miejsce